# Mary Ann Colclough
Mary Ann Colclough (Londres, 20 de febrero de 1836–Picton. 7 de marzo de 1885) fue una feminista y reformadora social de Nueva Zelanda. Contribuyó a varios periódicos coloniales bajo el seudónimo de Polly Plum.

## Biografía
Colclough nació en Londres en 1836, hija de Susan y John Thomas Barnes, constructor. Se formó como profesora y llegó a Nueva Zelanda en 1859, instalándose en Auckland . El 9 de mayo de 1861, en Onehunga, se casó con Thomas Caesar Colclough, (fallecido en julio de 1867).Tuvo dos hijos, un hijo y una hija. Colclough fue una de las primeras, y ciertamente una de las más talentosas líderes feministas de Nueva Zelanda, aunque su trabajo ha sido pasada por alto y olvidada. Fue una figura pública muy controvertida durante solo unos años, pero sacudió a la gente de Auckland al desafiar fundamentalmente las suposiciones y valores contemporáneos sobre el lugar de la mujer en la sociedad de Nueva Zelanda.

### Colaboradora en periódicos coloniales
Bajo el seudónimo de “Polly Plum” a finales de los sesenta y principios de los setenta destacó como colaboradora de varios periódicos coloniales. Sus artículos fueron escritos de una manera competente y abarcaron una variedad de temas desde asuntos de interés doméstico, buena limpieza y similares, hasta una defensa franca de los “derechos de la mujer”. Sus primeras salidas periodísticas fueron de tono sentencioso, muy de acuerdo con las convenciones literarias de la época pero su escritura madura se preocupaba principalmente por aquellos temas que afectaban el estatus de la mujer en el hogar y la comunidad. En esta etapa de su carrera, Colclough demostró ser una mujer con una mentalidad práctica y de altos ideales y principios que era profundamente consciente de los muchos problemas sociales que requerían reparación urgente. Mantuvo viva esta campaña mediante cartas ocasionales a la prensa, a veces publicadas en lugares tan lejanos como el Melbourne Argus y The Times.

### Conferenciante
Se hizo ampliamente conocida como conferenciante bajo el seudónimo de “Polly Plum”. Antes de que las reuniones políticas se pusieran de moda pudo atraer a grandes audiencias y, en una ocasión, habló ante el gobernador G. F. Bowen. Influenciada por los escritos de John Stuart Mill, Colclough apuntó a la situación legal contemporánea de las mujeres casadas en Nueva Zelanda que no tenían un estatus legal independiente, ni control sobre la propiedad o la tutela de sus hijos. Como destacada defensora de los derechos de las mujeres, atacó con vehemencia el sometimiento legal de su sexo, ridiculizó la idea de que las mujeres deberían ser educadas solo para el hogar y que todos los empleos incluidas las profesiones como la medicina, deberían estar abiertos a ellas. Además de cuestionar el derecho del padre a tener el control exclusivo de sus hijos y señalar la injusticia en la ley en lo que se refería a los derechos de propiedad de las mujeres casadas. Habló de su amarga experiencia personal, debido a la ruinosa especulación de su propio esposo con sus ganancias, los alguaciles habían desmantelado la residencia de la familia hasta dejar el piso desnudo. «Yo era el sostén de la familia", escribió, "mientras que él tenía todos los poderes y privilegios de sostén de la familia».
Al mismo tiempo, presionó para mejorar las condiciones de trabajo de las costureras, dependientas y domésticas con las debidas salvaguardias contra la pobreza y los problemas de la vejez. Debió haber sido una defensora convincente según la evidencia contemporánea,

“... uno de los hablantes más fluidas y precisas que hemos escuchado en las colonias”

Colclough a finales de 1874, mientras estaba en Melbourne, una Colclough aún más radical atacó la institución del matrimonio en sí y desafió a la ciudadanía a disputar con ella en una plataforma pública. La prensa australiana fue dura y vociferante en su oposición a sus ideas. Posteriormente regresó a Nueva Zelanda, pero a partir de entonces desapareció de la vista del público.

### Maestra
Se dedicó entonces a la enseñanza en ese momento, primero enseñó en Auckland luego se mudó a Canterbury donde de 1876 hasta 1878 fue directora de la Escuela de Niñas en Rangiora, y en 1881, maestra de bebés en Papanui.

### Muerte
Murió en Picton el 7 de marzo de 1885, a los 49 años, un mes después de fracturarse una pierna y un brazo en un accidente. Cuando la noticia de su inesperada muerte llegó a Auckland suscitó pocos comentarios más allá de la simple declaración de que muchos que la conocían de antes lamentarían su muerte poniendo en evidencia el debilitamiento de sus asociaciones con el norte. No es de extrañar que su nombre y su trabajo pronto se desvanecieran de la escena neozelandesa. Fue enterrada en el cementerio de Picton.